# 申纳克 (阿拉斯加州)
申纳克（英語：Shungnak），是美国阿拉斯加州的一座城市。该市的人口在2000年为256人，2010年有262人。人口在阿拉斯加州排行第91。